# Médaille des défenseurs de la ligne Maginot
 (septembre 2013).
Si vous disposez d'ouvrages ou d'articles de référence ou si vous connaissez des sites web de qualité traitant du thème abordé ici, merci de compléter l'article en donnant les références utiles à sa vérifiabilité et en les liant à la section « Notes et références ».
La médaille des défenseurs de la ligne Maginot est une décoration associative qui avait pour but de récompenser les anciens combattants de la ligne Maginot.

## Attribution
Cette décoration a été créée par la Fédération nationale des anciens combattants de la ligne Maginot. Elle était décernée par un comité interne à certains de ses adhérents qui étaient tous d'anciens combattants ayant servi dans les ouvrages de la ligne Maginot ou dans les troupes d'intervalles, pendant la bataille de France de mai-juin 1940. La médaille a également été décernée, dans certains cas, à des personnalités ayant favorisé le développement de l'association ou aidé au devoir de mémoire pour la réhabilitation des soldats de 1940, trop souvent calomniés après la défaite. Les dernières attributions ont eu lieu au début des années 1990. Cette décoration n'est maintenant plus décernée.

## Caractéristiques
- Ruban : quatre raies verticales rouges et jaunes, de 13 mm pour les plus larges et 3 mm pour les latérales, et une raie centrale verticale blanche large de 3 mm.
- Médaille : l'insigne en bronze, large de 28 mm, rappelle celui de la ligne Maginot et représente un canon émergeant d'une casemate protégée par des barbelés. Il est surmonté de la devise des troupes de forteresse : « On ne passe pas » héritée des combattants de la bataille de Verdun. Au revers se trouvent inscrites en relief les dates de la Bataille de France « 1939 - 1940 » ainsi que la devise choisie par l'association « Pour l'honneur et la patrie ».

### Sources
- Archives partielles du commandant Raymond GANGLOFF (†), ancien officier en second de l'ouvrage du Kerfent et ancien président de la section Île-de-France de la Fédération nationale des anciens combattants de la ligne Maginot.